# Thylacandra
Thylacandra es un género de polillas tortrícidas, categorizado en la tribu Grapholitini, de la subfamilia Olethreutinae. Fue descrito por Diakonoff en 1963.

## Especies
- Thylacandra argyromixtana (Mabille, 1900)
- Thylacandra endotera Diakonoff, 1983
- Thylacandra malagassana (Saalmuller, 1880)
- Thylacandra melanotoma Diakonoff, 1983
- Thylacandra sycophyes Diakonoff, 1970